# Nevado de Palermo
El Cerro Palermo o Nevado de Palermo es una cumbre montañosa de la provincia de Salta, en el noroeste de la República Argentina. Tiene una altitud de 6172 m.
Forma parte de la Sierra de Cachi, que marca el límite entre la Puna y los Valles Calchaquíes, y que está formada también por otras cumbres, casi todas ellas al sudoeste del Palermo, entre ellas el Nevado de Cachi (6380 m), el Cerro Ciénaga Grande (6030 m), el Cerro Bayo (5253 m), el Cerro Incauca (4900 m) y el Cerro Gordo (4820 m).
Al pie del cerro, hacia el sudeste del mismo, se encuentra el caserío de Palermo Oeste, donde se cultivan productos de subsistencia en terrazas fluviales. Al oeste del nevado se encuentran las nacientes del río Luracatao. El nevado de Palermo, junto con el de Cachi, son perfectamente visibles tanto desde la ruta nacional 40 como sobre la ruta que conduce desde Payogasta hacia Salta (Capital).